# Mike King (cestista 1978)
Michael Antonio King, detto Mike (Baltimora, 26 marzo 1978), è un ex cestista statunitense, professionista nella NBDL, in Grecia, Cipro, Polonia, Germania e Francia.

## Palmarès
- Miglior tiratore di liberi NBDL (2006)